# Friedrich Bischoff (peintre)
Pour les articles homonymes, voir Friedrich Bischoff et Bischoff.
Friedrich Bischoff, né le 18 novembre 1819 à Ansbach et mort le 19 novembre 1873 à Erlangen, est un peintre de genre et d'histoire bavarois.

## Biographie
Friedrich Bischoff naît le 18 novembre 1819 à Ansbach.
Fils d'un maître serrurier, il fréquente l'école latine (aujourd'hui lycée Carolinum (de)), commence ses études en sciences humaines à l'Université de Munich, puis étudie à l'Académie des beaux-arts de Munich du 26 octobre 1835 au 29 novembre 1844, dès 1842 comme élève maître.
Friedrich Bischoff travaille ensuite comme artiste indépendant à Munich jusqu'en 1864. En 1845, il devient membre de l'Association d'art de Munich (de).
Bischoff tombe malade en 1864 et retourne chez ses parents à Ansbach. Depuis, il ne crée que quelques peintures. À partir de juillet 1873, il est envoyé dans un sanatorium à Erlangen, où il meurt. 
Il meurt le 19 novembre 1873.

## Œuvres

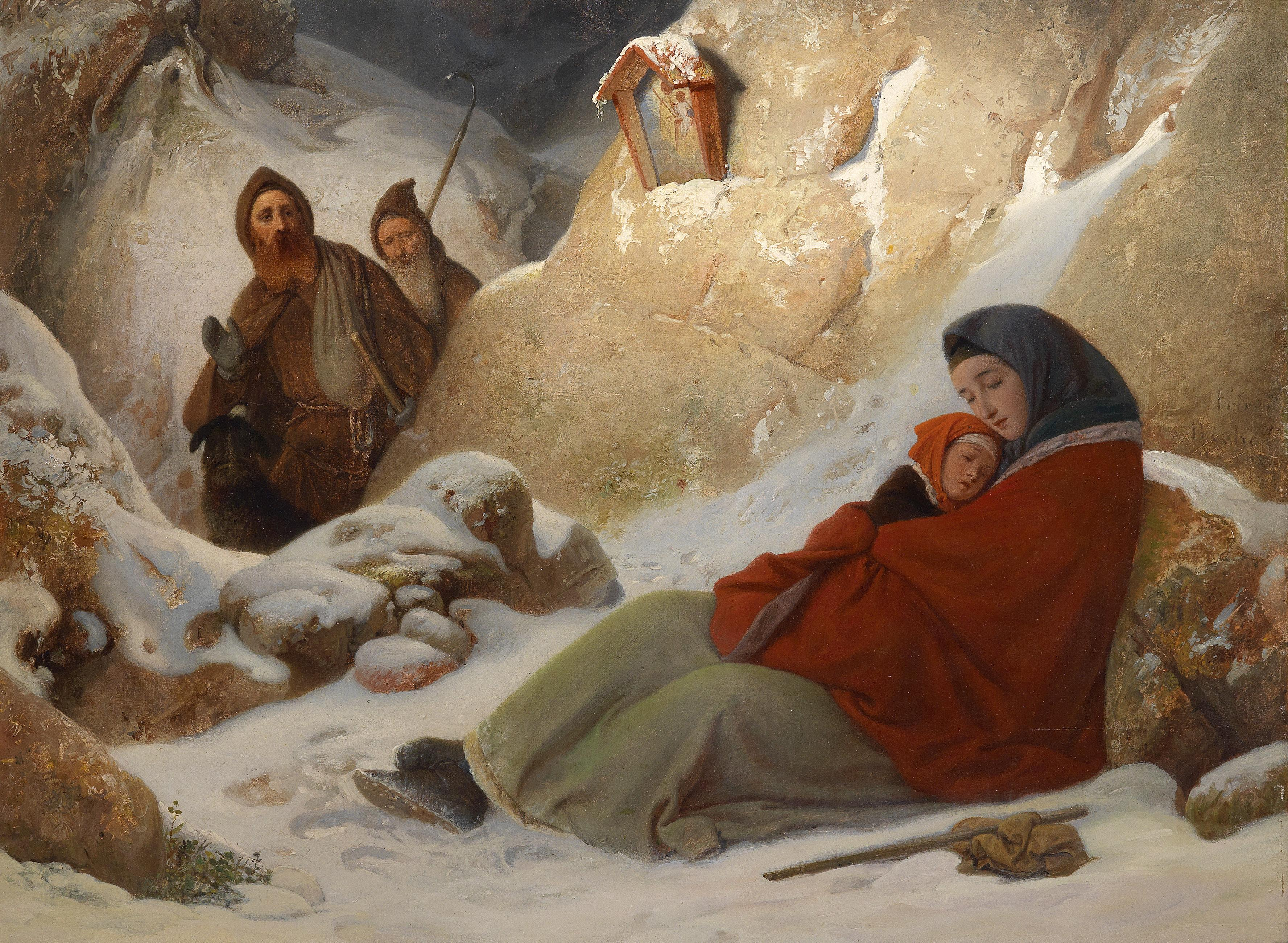
Rettung naht, huile sur toile,

Peintre de genre et d'histoire, on cite entre autres de lui : La Fuite de la Landgrave Elisabeth de Thuringe, qui est gravé par Felsing, Enfant montagnard, Procès des huguenots, Félicitations.
Der fleißige Knabe, une scène poétique de cuisine, une grand-mère à table regardant son petit-fils, assis devant elle sur un marchepied.